# 대한민국 민법 제54조
대한민국 민법 제54조는 설립등기 이외의 등기의 효력과 등기사항의 공고에 대한 민법총칙 조문이다.

## 조문
제54조 (설립등기 이외의 등기의 효력과 등기사항의 공고) ① 설립등기 이외의 본절의 등기사항은 그 등기후가 아니면 제삼자에게 대항하지 못한다.
②등기한 사항은 법원이 지체없이 공고하여야 한다.

第54條 (設立登記 以外의 登記의 效力과 登記事項의 公告) ① 設立登記 以外의 本節의 登記事項은 그 登記後가 아니면 第三者에게 對抗하지 못한다.
②登記한 事項은 法院이 遲滯없이 公告하여야 한다.

## 해설
오홍이

## 참고 문헌
- 오현수, 일본민법, 진원사, 2014. ISBN 978-89-6346-345-2
- 오세경, 대법전, 법전출판사 , 2014 ISBN 978-89-262-1027-7
- 이준현 , LOGOS 민법 조문판례집, 미래가치, 2015. ISBN 979-1-155-02086-9

## 같이 보기
- 등기